# Passion Fruit
Passion Fruit foi um grupo neerlandês-alemão formado em 1999.

## História
Passion Fruit foi originalmente formada por Manye Thompson, Viola Schubbe, Carla Sinclair e Mario Zuber em junho de 1999. Na época Passion Fruit lançou seu primeiro single, "The Rigga Ding Dong Song", que foi sucesso instantâneo. Em outubro de 1999, Mario Zuber decidiu deixar o grupo, as tensões e brigas das integrantes de Passion Fruit e a X-Cell Records foi ficando maior, até que a gravadora decidiu parar com o projeto. Posteriormente, a gestão que criou Passion Fruit, procurou uma nova gravadora, a Elephant Music, e decide retomar Passion Fruit com novas integrantes, devido ao sucesso que foi "The Rigga Ding Dong Song".

### Novas integrantes
- Debby St. Maarten (n. 1973, Holanda), dançarina e modelo, apareceu nos anos 90 em muitos vídeos de música holandeses e belgas.
- Maria Serrano Serrano (n. 1973, Espanha), enfermeira treinada, dançarina, modelo e cantora de fundo para diversos artistas.
- Nathaly van het Ende (n. 1975, Holanda), cantora de fundo, modelo famosa na Holanda, que já teve segundo lugar do concurso de Miss.

## Acidente de avião
O Voo Crossair 3597 partiu do Aeroporto Tegel em Berlim às 21:01 do dia 24 de novembro de 2001 com 28 passageiros, três comissários de bordo e dois pilotos (Hans Ulrich Lutz e Stefan Loehrer). Aproximando-se da cidade de Zurique cerca de uma hora mais tarde, a aeronave foi liberada para se aproximar da pista 28 em condições de pouca visibilidade devido às nuvens baixas. O gravador de voz capturou a transmissão do voo Crossair, onde o piloto informava à torre que não enxergava a pista. Às 22:07, o avião caiu em uma faixa arborizada de colinas perto da pequena cidade de Bassersdorf, em torno da pista, onde se incendiou. Das 33 pessoas a bordo (28 passageiros e cinco tripulantes), 24 morreram (entre eles a tripulação da cabine e um comissário de bordo), enquanto nove (sete passageiros e dois comissários de bordo) sobreviveram.
No voo, estavam as Passion Fruit, que estavam viajando para um show em Zurique, Suíça. A cantora pop Melanie Thornton também estava no voo.

### Mortos
- Maria Serrano Serrano (1973 - 2001)
- Nathaly van het Ende (1975 - 2001)

E mais 22 pessoas, entre elas, Melanie Thornton, que estava no começo de sua carreira solo.
Debby St. Maarten sobreviveu em estado grave.
Em dezembro de 2001, a gravadora decidiu doar tudo que arrecadou com "I'm Dreaming of...a Winter Wonderland", o último single das Passion Fruit.
O último show, foi em Lípsia, Alemanha, logo depois as Passion Fruit partiram para Zurique.

## Debby St. Maarten
Em 2006, Debby St. Maarten ainda continuava com seus tratamentos para seus ferimentos. Ela ocasionalmente coloca no site oficial de Passion Fruit em torno de outubro para lembrar de Maria Serrano Serrano e de Nathaly van het Ende. No aniversário de 5 anos do acidente, ela apareceu em uma entrevista, mostrando ela visitar o local do acidente.
No mesmo programa, que foi ao ar dia 6 de novembro pela rede ZDF, da Alemanha, ela disse que estava se preparando para voltar a carreira solo, e gravou uma música intitulada "Girls" que pôde ser ouvida no começo da entrevista, mas depois de alguns meses, ela adiou para final de 2007 seu retorno. O tempo foi passando e ela ainda não retomou, as causas mais prováveis são os ferimentos que ela ainda trata, e o trauma da tragédia. Atualmente ela vive em Zoetermeer, na Holanda.

## Segundo álbum
Passion Fruit estava trabalhando em seu segundo álbum de estúdio em 2001, pouco antes do acidente que matou duas integrantes. Apenas dois singles foram lançados durante esse tempo, "Bongo Man" e "I'm Dreaming Of...A White Christmas". O novo álbum seria um novo recomeço para a banda, que também iria mudar o nome de Passion Fruits para Edel. Os dois foram lançados em CDs individuais em dezembro de 2001. "Bongo Man" foi lançado com uma faixa bônus chamada "Passion Gang". O outro single "I'm Dreaming Of...A White Christmas", foi lançado em CD de singles chamada "I'm Dreaming Of...A Winter Wonderland", com a música em uma versão diferente chamada "I'm Dreaming Of...A Winter Wonderland", com a mesma letra, mas as linhas de coro diferente. "Passion" foi gravado pela primeira vez com a formação original para o primeiro álbum "Spanglish Love Affairs", mas foi cortado, sendo regravado de novo pelas novas Passion Fruits com o nome de "Sun Fun Baby (Looky Looky)".

## Discografia

### Álbuns
- Spanglish Love Affairs (Abril de 2000)
  - 1 "Wonderland"
  - 2 "Rigga Ding Dong Song" (Edição de Rádio)
  - 3 "Sun Fun Baby"
  - 4 "Do You Remember"
  - 5 "Xl Holiday"
  - 6 "Tangomania"
  - 7 "Hot Tongue Twister (Vamonos)"
  - 8 "Let's Go Crazy"
  - 9 "Passion Gang (Ladadi)"
  - 10 "Space Attack"
  - 11 "I Feel So Blue"
  - 12 "Shine On"
  - 13 "Wonderland" (Música Bônus)

- Bongo Man
  - 1 "Bongo Man" (Edição de Rádio)
  - 2 "I'm Dreaming Of...A White Christmas" (Edição de Vídeo)

O álbum nunca foi terminado devido ao acidente.

### Singles
- "The Rigga-Ding-Dong-Song" (24 Junho 1999)
- "Wonderland" (6 Março 2000)
- "Sun Fun Baby (Looky Looky)" (5 Junho 2000)
- "Bongo Man" (25 Junho 2001)
- "I'm Dreaming of...A Winter Wonderland" (3 Dezembro 2001)

### Vídeos musicais
- Rigga Ding Dong Song
- Sun Fun Baby (Looky Looky)
- Wonderland
- Bongo Man
- I'm Dreaming Of...A White Christmas
- I'm Dreaming Of...A Winter Wonderland